# La Mort de Cléopâtre (Rixens)
 (janvier 2020).
- Si vous ne connaissez pas le sujet, laissez ce bandeau (vous pouvez alors contacter les auteurs).
- Si vous supprimez le contenu mis en cause (vous pouvez préalablement contacter les auteurs),

argumentez précisément cette suppression dans la page de discussion
(un manque de référence n'est pas un argument ; une recherche réelle de référence doit avoir été effectuée, être formellement documentée).
Pour les articles homonymes, voir La Mort de Cléopâtre.
La Mort de Cléopâtre est une huile sur toile réalisée en 1874 par Jean-André Rixens.
Avec Le Cadavre de César (Niort, musée Bernard-d'Agesci) et La Mort d'Agrippine (musée des Beaux-Arts de Béziers), La Mort de Cléopâtre fait partie des trois peintures d'histoire qui ont contribué à assurer la renommée du peintre. Elle est conservée au musée des Augustins de Toulouse. L'esthétique orientaliste largement perceptible dans ce tableau est représentative du courant artistique marquant du XIXe siècle.

## Historique de l'œuvre
Jean-André Rixens peint la Mort de Cléopâtre en 1874. La toile est exposée au Salon des artistes français de la même année à Paris. L'État en devient propriétaire et la met en dépôt au cours de l'année 1875 au musée des Augustins de Toulouse où elle est actuellement exposée dans le salon rouge. Selon l'arrêté du ministre de la Culture du 4 février 2004, en application de la loi du 4 janvier 2002 relative aux musées de France, sa propriété est définitivement transférée à la Ville de Toulouse. L’œuvre est régulièrement prêtée pour figurer dans des expositions en France et à l'étranger. Le tableau a été restauré en 1981.

## Description de l'œuvre
(janvier 2020).
Au centre du tableau, la reine Cléopâtre est étendue sur son lit de mort polychrome. La tête de lit est en forme de  vautour tenant entre ses griffes la croix de vie, symbole de l'éternité. Rixens met en avant la sensualité du corps de la femme en prenant le parti de représenter Cléopâtre nue jusqu'aux genoux. La blancheur laiteuse de la reine reflète une lumière extraordinaire dans le tableau. Elle fait aussi échos aux nombreux bains laiteux que Cléopâtre avait pour habitude de prendre. Elle est peinte de trois quarts gauche, deux tresses noires dessinent son visage figé dans la sérénité et la dignité d'être morte en souveraine. Ses paupières sont closes ; son bras gauche entouré par deux anneaux d'or étendu et ballant, flotte dans le vide et guide l'œil du spectateur vers sa main délicate. Le détail de la bague fait peut-être référence à une alliance si l'on en croit sa position (annulaire de la main gauche).
Ce même bras gauche attire aussi l'œil du spectateur vers la corbeille de figue disposée sur la peau de panthère visible au premier plan. C'est de ce panier que serait sorti le serpent.
Autour d'elle se trouvent ses servantes à la peau halée qui contraste avec le teint iridescent de Cléopâtre. Elles avaient pour devoir, de rester auprès de leur maîtresse jusqu'aux dernières heures de sa vie. L'une d'elles, le buste dénudé, accablée de douleur est étendue de tout son long aux pieds de la défunte de manière théâtrale. Sa tête hors du lit est coiffée de longues nattes noires rappelant l’aspic assassin.
La seconde, la fidèle Charmisse/Charmion, présentée de profil gauche est assise au chevet de Cléopâtre. Son bras droit arrange gracieusement le diadème doré de sa maîtresse. Un voile transparent recouvre son corps et laisse entrevoir une partie de sa poitrine. Elle regarde de façon défiante le groupe de soldats romains, caché dans l'ombre au dernier plan, se dirigeant vers elles. Derrière Charmisse/Charmion se trouve la statue d'Isis, déesse protectrice et salvatrice. En la faisant placer dans sa chambre, Cléopâtre remet son amour pour Marc Antoine entre les mains de cette dernière qui garantit de fait leur union au-delà de la vie.
Le tableau est signé et daté en bas à droite : « A. Rixens 1874 ».

## Le sujet
À l'issue de la bataille d'Actium qui opposait les troupes d'Octave à celles de Cléopâtre, cette dernière, ne supportant pas son humiliante défaite, ne trouve d'autre échappatoire que la mort. La reine aurait souhaité se suicider en dissimulant dans une corbeille de figues un serpent venimeux. Pour citer Plutarque dans les Vies parallèles des hommes illustres, « L'aspic avait été caché sous les feuilles car elle l'avait ainsi ordonné, afin que le serpent la mordît sans qu'elle le sût ».
Durant la seconde moitié du XIXe siècle, les artistes cultivent un certain goût pour l'Orient. Cependant, ils préfèrent l'exotisme parfois fantasmé de l'Égypte antique à l'exactitude des faits historiques. Réel mythe dans l'art, la mort de Cléopâtre devient donc, presque naturellement, un sujet récurrent chez les artistes du XIXe siècle. Elle donne lieu à de théâtrales représentations de la reine rendant son dernier souffle.

Passionné par la morbidité, ce thème occupe une très grande place dans le travail de Jean-André Rixens qui trouve dans cet événement historique l'occasion de mettre en pratique les études anatomiques qu'il a suivies à la morgue. L'œuvre de Rixens met donc en scène cette mort volontairement provoquée par Cléopâtre. Son tableau semble illustrer ces quelques mots des Vies parallèles : 

« Ils la trouvèrent morte, allongée sur un lit d'or, parée de ses vêtements royaux. L'une de ses suivantes nommée Iras était en train de mourir à ses pieds ; l'autre, Charmion déjà chancelante et la tête alourdie arrangeait le diadème autour de la tête de sa maîtresse. »

— Plutarque, Vies parallèles des hommes illustres

## Esthétique et composition

### Composition
(janvier 2020).
Le tableau  présente une composition en profondeur. L'espace de la scène est construit à partir des lois de la  perspective, donnant l'illusion complète de la tridimensionnalité. Le spectateur peut d'ailleurs aisément s'imaginer circuler à l'intérieur d'elle. La ligne directrice du tableau  est formée par le corps allongé de Cléopâtre sur son lit de mort. Cette ligne horizontale, symbolise la stabilité et donne un aspect rassurant voire reposant à cette scène pourtant tragique. Rixens a respecté les proportions.
Au premier plan du tableau on observe un tapis en peau de panthère, sur lequel sont déposés une corbeille de fruit et un tabouret doré d'inspiration grecque. Le second plan est celui qui attire directement l'œil du spectateur grâce à la couleur presque translucide du corps de Cléopâtre et à la blancheur des draps qui semblent être la source principale de lumière de l’œuvre. Les deux servantes font aussi partie de ce second plan.
Au troisième plan du tableau, la statue de la déesse Isis est disposée contre le mur de la chambre.
L'arrière plan lui est très sombre comparé au reste du tableau. Les figures romaines et leurs lances sont à peine discernables.

### Couleurs
(janvier 2020).
Rixens utilise une palette plutôt chaude de couleurs vives. Le rouge, le doré, ou encore l'orangé sont dominants dans le tableau. Cependant le noir intense des cheveux sur le corps pâle de la Reine, le vert émeraude qui s'associe au rouge du drapé de Charmisse, les ailes du vautour bleues et vertes, ainsi que le blanc des draps et du corps de Cléopâtre sont des couleurs froides contrastant harmonieusement avec l'ambiance presque chaleureuse qui émane de la scène. Cette harmonie entre couleur froides et couleurs chaudes est aussi visible sur le riche tapis de mosaïque ou encore sur la colonne rouge et sa base bleue.
La lumière fait en sorte d'attirer notre regard sur le corps de la Reine et sur ce qui l'entoure, comme si cette dernière en était la source même. La mort de la Reine est sublimée par ce jeu de lumière.  Au contraire de la partie centrale et de la partie droite du tableau, la partie gauche est plongée dans une obscurité inquiétante, s'étalant sur toute la moitié de l'arrière plan, qui annonce l'arrivée des soldats d'Octave.

### Accessoires
(janvier 2020).
Avec son sens du détail, de l'exactitude et de la justesse historique. Rixens répond bien à son statut de peintre excellant dans le domaine de la peinture académique. Hanté par cette volonté de retranscrire la vraisemblance, il n’hésite pas à faire des recherches documentaires comme au cabinet des estampes à Paris afin de parfaire la justesse de ses œuvres. Certains dirent même que dans La Mort de Cléopâtre, Rixens a eu « les talents du décorateur, de l'accessoiriste et du costumier ». En effet, la richesse des couleurs et la minutie visible dans le quadrillage doré des coussins de satin, la précision des bijoux des femmes et notamment le collier de perles bleues de Charmisse, les feuilles de lotus au pied de la colonne rouge ou encore les nombreuses draperies et le mur chargé de hiéroglyphes  sont autant de détails qui illustrent la pluridisciplinarité et le talent de Rixens.